# Selección de fútbol sub-23 de Sudáfrica
La Selección de fútbol sub-23 de Sudáfrica, conocida también como la Selección olímpica de fútbol de Sudáfrica, es el equipo que representa al país en Fútbol en los Juegos Olímpicos y en los Juegos de África; y es controlada por la Asociación de Fútbol de Sudáfrica.

## Estadísticas

### Juegos Olímpicos
| 1992  | No participó   | No participó | No participó | No participó | No participó | No participó | No participó |
| 1996  | No clasificó   | No clasificó | No clasificó | No clasificó | No clasificó | No clasificó | No clasificó |
| 2000  | Fase de grupos | 3            | 1            | 0            | 2            | 5            | 5            |
| 2004  | No clasificó   | No clasificó | No clasificó | No clasificó | No clasificó | No clasificó | No clasificó |
| 2008  | No clasificó   | No clasificó | No clasificó | No clasificó | No clasificó | No clasificó | No clasificó |
| 2012  | No clasificó   | No clasificó | No clasificó | No clasificó | No clasificó | No clasificó | No clasificó |
| 2016  | Fase de grupos | 3            | 0            | 2            | 1            | 1            | 2            |
| 2020  | Fase de grupos | 3            | 0            | 0            | 3            | 3            | 8            |
| 2024  | No clasificó   | No clasificó | No clasificó | No clasificó | No clasificó | No clasificó | No clasificó |
| 2028  | Por definir    | Por definir  | Por definir  | Por definir  | Por definir  | Por definir  | Por definir  |
| 2032  | Por definir    | Por definir  | Por definir  | Por definir  | Por definir  | Por definir  | Por definir  |
| Total | 3/8            | 6            | 1            | 0            | 5            | 8            | 13           |

### Juegos de África
| 1999 | 3.er lugar     | 5 | 3 | 2 | 0 | 8 | 2 |
| 2003 | Fase de grupos | 3 | 0 | 1 | 2 | 2 | 6 |
| 2007 | Fase de grupos | 3 | 1 | 0 | 2 | 1 | 4 |
| 2011 | Finalista      | 5 | 2 | 2 | 0 | 5 | 2 |

## Resultados

### Últimos encuentros
A continuación se detallan los últimos partidos jugados por la selección.
- Actualizado al 22 de julio de 2021.

| Fecha               | Lugar   | Local     |                      | Partido |                      | Visitante | Racha | Competición           |
| ------------------- | ------- | --------- | -------------------- | ------- | -------------------- | --------- | ----- | --------------------- |
| 22 de julio de 2021 | Tokio   | Japón     | Bandera de Japón     | 1:0     | Bandera de Sudáfrica | Sudáfrica | No    | Juegos Olímpicos 2020 |
| 25 de julio de 2021 | Saitama | Sudáfrica | Bandera de Sudáfrica | 3:4     | Bandera de Francia   | Francia   | No    | Juegos Olímpicos 2020 |
| 28 de julio de 2021 | Sapporo | Sudáfrica | Bandera de Sudáfrica | 0:3     | Bandera de México    | México    | No    | Juegos Olímpicos 2020 |

## Jugadores destacados
| - Emile Baron - Brian Baloyi - Matthew Booth - Delron Buckley - Rowen Fernández - Stanton Fredericks - Quinton Fortune - David Kannemeyer - Steve Lekoelea - Jabu Mahlangu | - Benni McCarthy - Fabian McCarthy - Aaron Mokoena - Toni Nhleko - Siyabonga Nomvete - Andile Jali - Thulani Serero - Eric Mathoho |